# 施泰格爾格拉本河
48°55′21″N 10°54′03″E / 48.92262°N 10.90075°E
施泰格爾格拉本河（德語：Stegelgraben），是德國的河流，位於該國東南部，由巴伐利亞負責管轄，屬於默倫巴赫河的右支流，河道全長2公里，發源自朗根阿爾特海姆以北。